# Le Latet
Le Latet ist eine französische Gemeinde im Département Jura in der Region Bourgogne-Franche-Comté.

## Geographie
Le Latet liegt auf 595 m ü. M., etwa sieben Kilometer nordnordöstlich der Stadt Champagnole (Luftlinie). Das Bauerndorf erstreckt sich im Jura, am östlichen Rand des Plateaus des Angillon am Fuß der Höhen der Forêt de la Fresse.
Die Fläche des 4,02 km² großen Gemeindegebiets umfasst einen Abschnitt des französischen Juras. Der westliche Teil des Gebietes wird von einem Plateau eingenommen, das durchschnittlich auf 600 m ü. M. liegt und überwiegend von Wiesland bestanden ist. Die westliche Grenze verläuft entlang dem Angillon, der durch eine breite, vermoorte Niederung nach Süden zum Ain fließt. Im Osten erstreckt sich das Gemeindeareal über einen dicht bewaldeten Hang auf den Höhenrücken der Forêt de la Fresse, einen in Nord-Süd-Richtung orientierten langgezogenen Jurakamm. Hier wird mit 800 m ü. M. die höchste Erhebung von Le Latet erreicht.
Nachbargemeinden von Le Latet sind Le Larderet im Norden, Les Nans im Osten, Moutoux im Süden sowie Le Pasquier und Vers-en-Montagne im Westen.

## Geschichte
Im Mittelalter bildete Le Latet mit dem benachbarten Moutoux eine eigene kleine Herrschaft, die bis im 15. Jahrhundert von der Baronie von Montrivel abhängig war. Zusammen mit der Franche-Comté gelangte das Dorf mit dem Frieden von Nimwegen 1678 an Frankreich.

## Bevölkerung
| Jahr                       | 1962 | 1968 | 1975 | 1982 | 1990 | 1999 | 2005 | 2018 |
| -------------------------- | ---- | ---- | ---- | ---- | ---- | ---- | ---- | ---- |
| Einwohner                  | 66   | 73   | 64   | 71   | 73   | 63   | 76   | 83   |
| Quellen: Cassini und INSEE |      |      |      |      |      |      |      |      |

Mit 89 Einwohnern (Stand 1. Januar 2022) gehört Le Latet zu den kleinsten Gemeinden des Départements Jura. Nachdem die Einwohnerzahl in der ersten Hälfte des 20. Jahrhunderts deutlich abgenommen hatte (1881 wurden noch 133 Personen gezählt), wurden seit Beginn der 1960er Jahre nur noch geringe Schwankungen verzeichnet.

## Wirtschaft und Infrastruktur
Le Latet war bis weit ins 20. Jahrhundert hinein ein vorwiegend durch die Landwirtschaft und die Forstwirtschaft geprägtes Dorf. Noch heute leben die Bewohner zur Hauptsache von der Tätigkeit im ersten Sektor. Außerhalb des primären Sektors gibt es nur wenige Arbeitsplätze im Dorf. Einige Erwerbstätige sind auch Wegpendler, die in den umliegenden größeren Ortschaften ihrer Arbeit nachgehen.
Die Ortschaft liegt abseits der größeren Durchgangsstraßen an einer Departementsstraße, die von Équevillon nach Chapois führt. Eine weitere Straßenverbindung besteht mit Vers-en-Montagne.